# Maximilian Dittgen
Maximilian Dittgen (Moers, 3 marzo 1995) è un calciatore tedesco, centrocampista del Duisburg.

## Palmarès
- Fußball-Regionalliga: 1

Duisburg: 2024-2025 (girone Ovest)